# Wende-Schützschaltung
Die Wende-Schützschaltung ist in der Steuerungstechnik eine Schaltung von Schützen, mit der sich die Drehrichtung eines Drehstrommotors ändern lässt. Um die Drehrichtung von Drehstrommotoren zu ändern, müssen zwei Außenleiter miteinander vertauscht werden. Das Vertauschen der Außenleiter erfolgt mithilfe der Schützschaltung innerhalb der Steuerung automatisch.

## Schaltungsaufbau

Schaltbild

Zur Umkehr der Drehrichtung von Drehstrommotoren sind zwei Schütze Q1 und Q2 notwendig, die im Laststromkreis zwei Außenleiter vertauschen. Würden beide Schütze gleichzeitig anziehen, hätte das einen Phasenschluss zur Folge. Damit es nicht zu einem gleichzeitigen Betrieb beider Schütze kommen kann, müssen diese gegeneinander verriegelt werden. Zur Ansteuerung der Schützspulen werden zwei Taster S1 und S2 mit je einem Öffner- und einem Schließerkontakt, sowie ein Taster E mit einem Öffnerkontakt für das Abschalten der Steuerung benötigt. Die Schütze müssen über drei Hauptkontakte (Schließer) und zwei Hilfskontakte verfügen (jeweils ein Öffner und ein Schließer). Die Absicherung der Schaltung erfolgt durch Sicherungen in der Zuleitung und einen Motorschutzschalter.

### Verriegelung
Bei der Verriegelung unterscheidet man die Tasterverriegelung und die Schützverriegelung. Bei der Tasterverriegelung werden die Öffnerkontakte der Taster in die Ansteuerung der anderen Drehrichtung geschaltet. Bei der Schützverrieglung, wie in nebenstehender Abbildung, wird ein Hilfskontakt jedes Schützes in die Ansteuerung der anderen Drehrichtung geschaltet. Eine sicherere Schaltungsvariante ist die doppelte Verriegelung. Hierbei wird eine Kombination aus Tasterverriegelung und einer mechanischen Schützverriegelung verwendet. Da es bei Schützen durch häufige Schaltvorgänge zu festgebrannten Kontakten kommen kann, ist es möglich, dass ein Schütz nicht abschaltet. Auch mechanische Defekte an den Tastern können dazu führen, dass die Öffnerkontakte nicht abschalten. Damit es dabei nicht zu einem Kurzschluss kommt, wird bei der Wende-Schützschaltung die einfache Verriegelung nicht angewendet. Die doppelte Verriegelung bietet hierbei eine bessere Sicherheit.

## Funktion
Bei Betätigung des Tasters S2 aus der Schaltstellung Aus wird die Schützspule Q2 angesteuert. Diese betätigt die mit Q2 bezeichneten Schützkontakte. Ein Hilfskontakt (Schließer) des Motorschützes überbrückt als Selbsthaltekontakt den Taster S2. Außerdem öffnet der Öffnerkontakt Q2, welcher Schütz Q1 sicher abschaltet. Die Hauptkontakte schalten ebenfalls durch, der Motor läuft an. Bei einer Tasterverriegelung (nicht dargestellt) kann der Motor erst wieder in die andere Drehrichtung geschaltet werden, wenn er vorher über den Taster E abgeschaltet wurde. Für die andere Drehrichtung wird der Taster S1 aus der Schaltstellung Aus betätigt und die Schützspule Q1 angesteuert. Die weitere Schaltfolge verläuft analog. Um den Motor direkt umsteuern zu können (wie in der Schaltskizze dargestellt), muss die Steuerung so geschaltet werden, dass der Selbsthaltekontakt nur die Ein-Taster überbrückt. Wird der Taster S1 oder S2 betätigt, kann der Motor direkt von Links- auf Rechtslauf und umgekehrt umgeschaltet werden. Über den Taster E wird der Motor abgeschaltet.

### Besonderheiten
Für Anlagen, welche manuell betrieben werden wie beispielsweise Hebeeinrichtungen (Kräne), werden vorwiegend Wendeschützschaltungen ohne Selbsthaltung verwendet. Diese Ansteuerung wird als Tipp-Betrieb bezeichnet. Dabei ist die jeweilige Drehrichtung (Heben oder Senken) nur solange in Betrieb, wie der entsprechende Taster S1 oder S2 betätigt wird. Damit die maximale Hubhöhe nicht überschritten wird, werden Endschalter verwendet. Beispiele für einen solchen Tipp-Betrieb sind Kräne in Fertigungshallen oder Hebebühnen. Auch für den sogenannte Einrichtbetrieb bei Werkzeugmaschinen wird als Tipp-Betrieb ausgeführt um die Maschine für den Automatikbetrieb vorzubereiten.